# Trebišov
Trebišov (maďarsky Tőketerebes, německy Trebischau) je okresní město na jihovýchodě Slovenska v Košickém kraji v Zemplínském regionu a je hospodářským a správním centrem regionu. První písemná zmínka je z roku 1254.

## Polohopis
Okolí Trebišova tvoří převážně zemědělský kraj. Dominantami jsou úrodné lány, ovocné sady, zelené zahrady, lužní lesy s přírodními rezervacemi a malebné pahorkatiny se scenérií Slanských vrchů, které poskytují možnosti pro rekreaci a odpočinek. Součástí regionu je tokajská vinařská oblast. Trebišov jako centrum jižního Zemplína se rozprostírá v jihozápadní části Východoslovenské nížiny. Nachází se v nadmořské výšce 109 m n. m. většinou na pravém břehu potoka Trnávka. Město leží 48 km východně od Košic, 12 km jižně od Sečovcí, 25 km jihozápadně od Michalovců a 30 km severně od pohraničního města Sátoraljaújhel.

### Části města
- Městské části: Milhostov, Nový Majer, Olšina
- Sídliště: Jih, Sever, Střed
- Ostatní části: Nová Koronč, Paričov, Stará Koronč
- Osady: Čeriaky, Sady

### Nejdelší ulice
- Milana Rastislava Štefánika
- Komenského
- Berehovská
- Varichovská

| Růžice kompasu | Prešov (~73 km)   | Vranov nad Topľou (~30 km) | Humenné (~49 km)          | Růžice kompasu |
| Růžice kompasu | Košice (~48 km)   | Sever                      | Užhorod (~85 km)          | Růžice kompasu |
| Růžice kompasu | Košice (~48 km)   | Trebišov                   | Užhorod (~85 km)          | Růžice kompasu |
| Růžice kompasu | Košice (~48 km)   | Jih                        | Užhorod (~85 km)          | Růžice kompasu |
| Růžice kompasu | Miskolc (~113 km) | Sátoraljaújhely (~30 km)   | Čierna nad Tisou (~66 km) | Růžice kompasu |

## Doprava

### Silniční
Městem vede cesta I / 79 (Vranov nad Topľou - Slovenské Nové Mesto).

### Autobusová
Nachází se zde autobusové nádraží ze kterého vyjíždí autobusové linky do okolních měst a vesnic,v provozu jsou také tři linky MHD.

### Železniční
Přes město vedou železniční tratě Trebišov - Vranov nad Topľou a Michaľany - Łupków a širokorozchodná železniční trať Užhorod – Haniska pri Košiciach.

## Kultura

### Muzea
- Vlastivědné muzeum
- Archív Tokajských vín

### Divadlo
Ve městě působí i ochotnický soubor Divadlo "G", které působí pod vedením Júlia Galgana, divadlo funguje již od roku 1956. Vedle Divadla "G" působí i divadlo "Malé G", které je složené ze studentů gymnázia. Soubor Divadlo "G" je známé po celém Slovensku, zúčastnilo se mnoha soutěžních přehlídek. Divadlo "G" znají i zahraniční Slováci z Rumunska, Polska, Maďarska, aj.

### Knihovna
V prostorách Městského kulturního střediska sídlí od roku 1986 Zemplínska knihovna v Trebišově, která je regionální veřejnou knihovnou pro okres Trebišov.
V knihovním fondu se nachází přes 50 000 dokumentů. Knihovna realizuje bohatou klubovou činnost, mnoho kulturně-vzdělávacích akcí pro širokou veřejnost. Každoročně se zapojuje do Týdne Slovenských knihoven a také do projektu V4 Celé Slovensko čte dětem / Vyšehrad čte dětem, v létě organizuje Festival dětské knihy a týdenní dětský letní čtenářský tábor Knihovníček.

### Městský park
Městský park má rozlohu 62 ha. Vznikl koncem 18. století podle vzoru anglických parků. Dřeviny vysazené v parku byly dovezeny z celého světa.

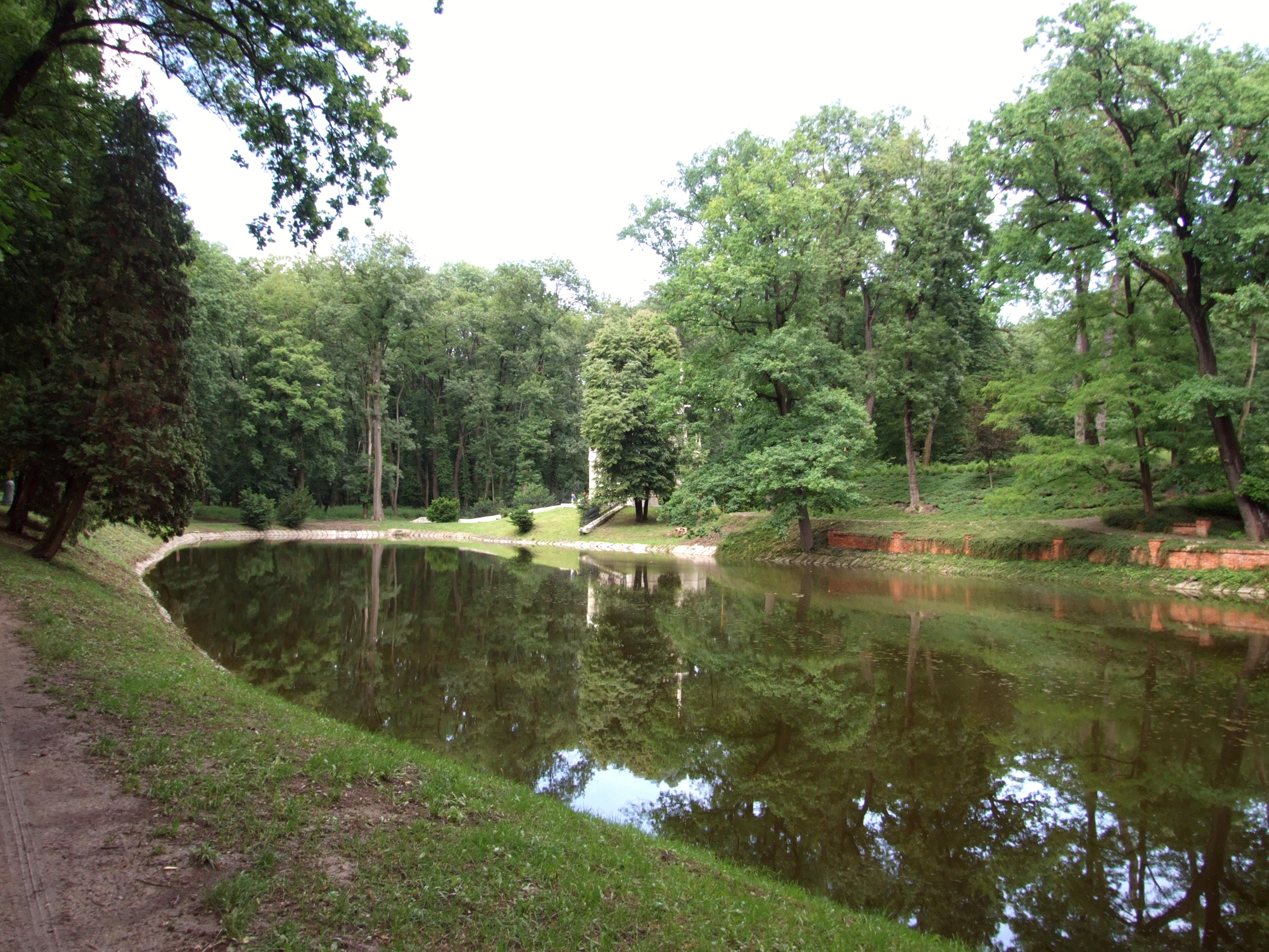
Jezírko
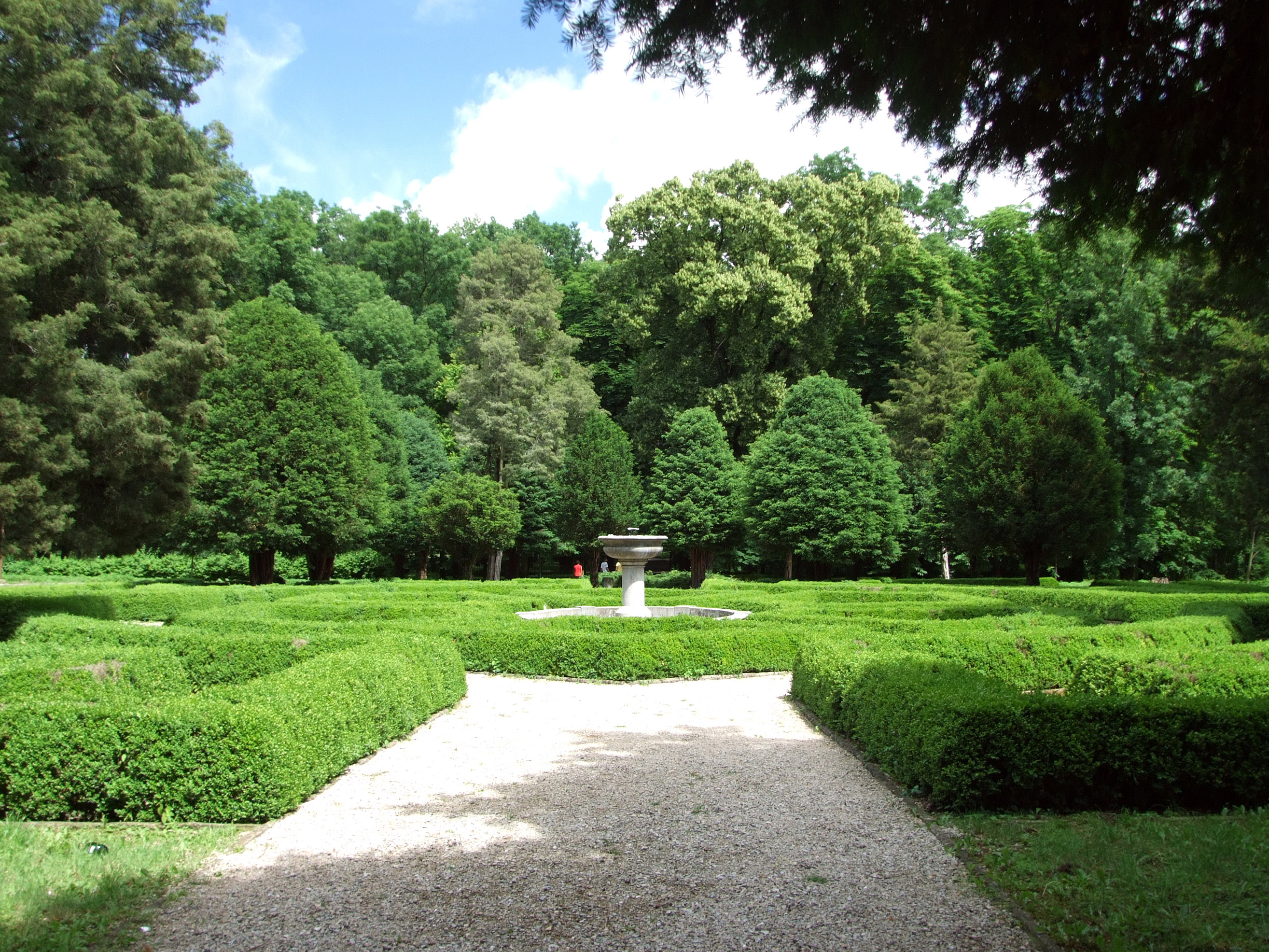
Park za kaštelem

### Pravidelné akce
- Dny města Trebišov (pravidelně každý rok v poslední srpnový víkend)
- Festival divadelních her s vesnickou tematikou (organizuje se každý rok koncem června, v roce 2007 se organizovalo 15.krát)
- Skapal Pes Fest - multižánrový festival alternativní kultury (organizuje se od r. 2013 každoročně začátkem září)

## Památky
- Mauzoleum R. J. Andrassyho
- Zřícena hradu Parič
- Mariánské sousoší
- Katolický kostel Nanebevzetí Panny Marie z roku 1404
- barokně-klasicistní trojkřídlý zámeček, postavený v roce 1786
- Románský kostel sv. Ducha
- pamětní deska na budově, ve které bylo v roce 1945 první sídlo SNR na osvobozeném území
- Pavlínský klášter

## Sport
- BKT Trebišov – Bedmintonový klub Trebišov
- FK Slavoj Trebišov - Fotbalový klub
- HK Trebišov – hokejový klub
- HK Slavoj Trebišov – Házenkářský klub
- FBC Mladosť Trebišov - Florbalový klub
- Klub stolního tenisu PLUS 40 Trebišov
- SSC Trebišov – inline bruslení
- HSKP Tebišov – hokejbalový klub
- ŠKP Trebišov – Plavecký Klub (tréner Miroslav Princík ml., Veronika Paľova)
- TK Slavoj Deva Trebišov – tenisový klub
- NK 99 Trebišov – nohejbalový klub

## Školství

### Základní školy
- ZŠ Komenského Archivováno 24. 10. 2019 na Wayback Machine.
- ZŠ Pribinova Archivováno 5. 8. 2019 na Wayback Machine.
- Cirkevná základná škola sv.Juraja
- ZŠ M. R. Štefánika
- ZŠ Ivana Krasku

### Stredné školy
- Cirkevné gymnázium sv. Jána Krstiteľa
- Gymnázium Trebišov
- Obchodná akadémia
- Cirkevná stredná odborná škola sv. Jozafáta
- Súkromná stredná odborná škola DSA

## Osobnosti
- Gyula Andrássy mladší – politik
- Táňa Radeva – herečka
- Branislav Ciberej – moderátor
- Marek Čech – fotbalista Interu Bratislava, Sparty Praha, FC Porta a West Bromwich Albion, slovenský reprezentant
- Peter Kleskeň – profesionální fotograf
- Marián Čalfa – bývalý slovenský politik, předseda československé vlády
- Josef Hercz – veterán československého zahraničního odboje za II. světové války
- Dušan Karpatský (1935–2017) – kroatista a překladatel působící v Praze
- Jaro Varga (* 1982) – výtvarný umělec

## Partnerská města
- Hodonín, Česko
- Chełm, Polsko
- Jasło, Polsko
- Kutná Hora, Česko